# Heinz Pollay
Heinrich (Heinz) Pollay (Köslin, 4 februari 1908 - München, 14 maart 1979) was een Duits ruiter, die gespecialiseerd was in dressuur. Pollay nam deel aan de Olympische Zomerspelen 1936 en won daar zowel individueel als in de landenwedstrijd de gouden medaille. Pollay kon niet deelnemen aan de Olympische Zomerspelen 1948 omdat Duitsland was uitgesloten vanwege de Tweede Wereldoorlog. Tijdens de Olympische Zomerspelen 1952 behaalde Pollay de zevende plaats individueel en de bronzen medaille in de landenwedstrijd. Pollay legde tijdens de Olympische Zomerspelen 1972 namens alle juryleden de olympische eed af, hiermee was Pollay het eerste jurylid dat de olympische eed aflegde tijdens de Olympische Zomerspelen.

## Resultaten
- Olympische Zomerspelen 1936 in Berlijn  individueel dressuur met Kronos
- Olympische Zomerspelen 1936 in Berlijn  landenwedstrijd dressuur met Kronos
- Olympische Zomerspelen 1952 in Helsinki 7e individueel dressuur met Adular
- Olympische Zomerspelen 1952 in Helsinki  landenwedstrijd dressuur met Adular

1912: Carl Bonde ·
1920: Janne Lundblad ·
1924: Ernst Linder ·
1928: Carl Friedrich von Langen ·
1932: Xavier Lesage ·
1936: Heinz Pollay ·
1948: Hans Moser ·
1952: Henri Saint Cyr ·
1956: Henri Saint Cyr ·
1960: Sergej Filatov ·
1964: Henri Chammartin ·
1968: Ivan Kizimov ·
1972: Liselott Linsenhoff ·
1976: Christine Stückelberger ·
1980: Elisabeth Theurer ·
1984: Reiner Klimke ·
1988: Nicole Uphoff ·
1992: Nicole Uphoff ·
1996: Isabell Werth ·
2000: Anky van Grunsven ·
2004: Anky van Grunsven ·
2008: Anky van Grunsven ·
2012: Charlotte Dujardin ·
2016: Charlotte Dujardin ·
2020: Jessica von Bredow-Werndl ·
2024: Jessica von Bredow-Werndl
1928: von Langen, Linkenbach, Lotzbeck ·
1932: Lesage, Marion, Jousseaume ·
1936: Pollay, Gerhard, Oppeln-Bronikowski ·
1948: Jousseaume, Saint-Fort Paillard, Buret ·
1952: Saint Cyr, Boltenstern, Persson ·
1956: Saint Cyr, Boltenstern, Persson ·
1964: Boldt, Klimke, Neckermann ·
1968: Neckermann, Klimke, Linsenhoff ·
1972: Petoesjkova, Kizimov, Kalita ·
1976: Boldt, Klimke, Grillo ·
1980: Kovsjov, Oegrjoemov, Misevitsj ·
1984: Klimke, Sauer, Krug ·
1988: Klimke, Linsenhoff, Theodorescu, Uphoff ·
1992: Balkenhol, Uphoff, Theodorescu, Werth ·
1996: Balkenhol, Schaudt, Theodorescu, Werth ·
2000: Werth, Capellmann, Salzgeber, Simons-de Ridder ·
2004: Kemmer, Schmidt, Schaudt, Salzgeber ·
2008: Kemmer, Capellmann, Werth ·
2012: Hester, Bechtolsheimer, Dujardin ·
2016: Rothenberger, Schneider, Bröring-Sprehe, Werth ·
2020: von Bredow-Werndl, Schneider, Werth ·
2024: Wandres, von Bredow-Werndl, Werth
- Gemeinsame Normdatei: 107098512
- International Standard Name Identifier: 0000 0001 1659 5879
- Virtual International Authority File: 261824716
- WorldCat: E39PBJxt4rGKtCV9GFpwBjWkXd